# Mirek Smíšek
Mirek Smíšek, rodným jménem Miroslav Smíšek (2. února 1925 Malá Dobrá – 19. května 2013 Nový Zéland), byl novozélandský keramik českého původu. Od roku 1990 byl nositelem řádu britského impéria (třída OBE), k jeho dalším oceněním patří např. cena Gratias Agit, kterou Smíšek obdržel v roce 2011 za šíření dobrého jména České republiky v zahraničí.
Spolu s Frankem Lichtenberkem patří k nejznámějším Novozélanďanům českého původu.

## Život
Pocházel z Malé Dobré u Kladna. Po mnichovské dohodě se v roce 1938 přestěhoval se svými rodiči z České Lípy do Lysé nad Labem. V Nymburce krátký čas studoval na (tehdy reálném) gymnáziu. Tam se spřátelil s Milošem Štefánkem, s ním prožil útrapy druhé světové války jak v odboji, tak i v pracovním táboře. Po únoru 1948 spolu s ním z Evropy emigroval. Do roku 1951 žil Smíšek v Austrálii, poté se přesunul na Nový Zéland, kde v roce 1955 získal státní občanství. Zprvu pracoval v keramickém závodě v Aucklandu, v roce 1952 se přestěhoval do Nelsonu, kde se při hrnčířské práci zároveň vzdělával ve večerních kursech. V roce 1962 odjel do Japonska a pokračoval ve studiu hrnčířského oboru na Kjótské univerzitě. V roce 1963 odjel do Anglie a v St Ives se učil u Bernarda Leacha. V roce 1968 se Smíšek přestěhoval z Nelsonu do Te Horo, kde se už usadil natrvalo. Te Horo leží severně od Wellingtonu, je na pobřeží naproti ostrovu Kapiti. V Te Horu si Smíšek postavil tři hrnčířské pece.
- Přes pozemek, kde žil, pracoval a vyučoval keramik Mirek Smíšek, byla naplánována stavba rychlostní silnice mezi Pekou Pekou a Ōtaki. Místní lidé založili kvůli ochraně tří historických hrnčířských pecí „Umělecký trust Mirka Smíška“ a požadovali přemístění stávajících staveb na sousední pozemky. Hrnčíři Duncanovi Shearerovi a zednickému mistrovi Rickovi Meademu se podařilo pece odborně rozebrat a znovu postavili na novém místě – cihlu po cihle. Stěhování a renovaci zdokumentovala místní umělkyně Elisabeth Vullings. S hrnčířskými pecemi byly přemístěny i budovy původního nádraží „Te Horo Smíšek“ a červená chaloupka. Tím vzniklo umělecké centrum s příjezdovou cestou i parkovištěm.[5]

Životní partnerkou Mirka Smíška se stala v roce 1979 keramička Pamella Annsouth.

## Dílo
- Peter Jackson si u Mirka Smíška objednal pro připravovanou filmovou trilogii Pána prstenů veškeré nádobí – pro hobity, elfy a trpaslíky Tolkienova světa. Na zakázce pracoval Smíšek se svou manželkou-keramičkou Pamellou Annsouth půl roku. Pro trilogii vyrobili 700 nádob v různých velikostech.[3]
- Průřez šedesátileté práce Mirka Smíška byl prezentován na výstavě, jež byla nazvána „60 Years 60 Pots“ a trvala od 1. ledna 2010 do 31. července 2012.[6]
- Dílo Mirka Smíška se nachází v Austrálii, Belgii, Kanadě, Anglii, Fidži, Německu, Japonsku, Koreji, USA a na Novém Zélandu.[6] Jeho zdobené mísy jsou rovněž v inventáři Alžběty II.[3]